# La Forge (Vosges)
La Forge település Franciaországban, Vosges megyében. Lakosainak száma 515 fő (2022. január 1.). La Forge Le Syndicat, Le Tholy és Cleurie községekkel határos.

## Népesség
A település népességének változása:
| Lakosok száma | 549  | 537  | 543  | 529  | 525  | 520  | 518  | 517  | 515  |
|               | 2013 | 2015 | 2016 | 2017 | 2018 | 2019 | 2020 | 2021 | 2022 |